# Serge Emmanuel Holenn
 (janvier 2025).
Serge Emmanuel Holenn né à Kinshasa le 25 Décembre[Quand ?], est un médecin et homme politique congolais. Il est l'actuel vice-ministre de la Santé publique, de l'Hygiène et de la Prévention de la république démocratique du Congo depuis le 29 mars 2023,,.

## Biographie
Serge Emmanuel Holenn est médecin spécialiste en imagerie médicale. Il a également un diplôme de maîtrise en gestion, planification et politique de la Santé de l’Université de Leeds en Grande Bretagne.
Membre cofondateur de l'Alliance des forces démocratiques du Congo (AFDC), Serge Emmanuel Holenn a fait son entrée dans le gouvernement après remaniement du gouvernement Lukonde I.

## Carrière professionnelle
Dans le contexte du leadership, Serge Emmanuel Holenn possède une certification en leadership situationnel delivrée par Ken Blanchard. Cette accréditation atteste de sa compétence et de sa capacité à exercer une gestion efficace des ressources humaines.
En Parlant du domaine clinique, le Vice-ministre bénéficie d'une expérience professionnelle remarquable et attestée par une enquete auprès de la population ou par toute autre méthode d'évaluation pertinente. Cette expérience est essentielle dans le cadre de ses responsabilités, notamment dans la prise des décisions liées à des questions de santé publique ou à des politiques de santé.